# Victor Lyngdoh
Victor Lyngdoh (ur. 14 stycznia 1956 w Wahlanga) – indyjski duchowny rzymskokatolicki, w latach 2016–2020 biskup Jowai, arcybiskup metropolita Shillong od 2021.

## Życiorys
Święcenia kapłańskie przyjął 25 stycznia 1987. Inkardynowany do archidiecezji Shillong, pracował przede wszystkim jako duszpasterz parafialny, był także diecezjalnym prokuratorem.
28 stycznia 2006 papież Benedykt XVI mianował go biskupem nowo powstałej diecezji Nongstoin. Sakry biskupiej udzielił mu 2 kwietnia 2006 abp Pedro López Quintana.
15 października 2016 został mianowany biskupem Jowai, zaś 20 listopada 2016 kanonicznie objął urząd.
28 grudnia 2020 papież Franciszek przeniósł go na urząd arcybiskupa metropolity Shillong.